# Röjar-Ralf

Disney marknadsförde filmen på 2012 års E3-mässa, bland annat med en fullskalemodell av ett videospel.

Röjar-Ralf (engelska: Wreck-It Ralph) är en amerikansk 3D-animerad fantasy-komedi-långfilm producerad av Walt Disney Animation Studios och regisserad av Rich Moore, som har regisserat många avsnitt i Simpsons och Futurama. Den är 52:a animerade filmen i serien Walt Disney Animated Classics. Filmen har engelska röster John C. Reilly, Sarah Silverman, Jack McBrayer och Jane Lynch; och på svenska har rösterna Magnus Roosmann, Carla Abrahamsen, Göran Gillinger och Anki Albertsson. Filmen planerades ursprungligen att släppas den 22 mars 2013, men flyttades till den 2 november 2012, då den var före tidsschemat. Filmen Röjar-Ralf släpptes först på El Capitan Theatre den 29 oktober 2012 och hade biopremiär i Sverige den 8 februari 2013.
På Oscarsgalan 2013 nominerades Röjar-Ralf för bästa animerade film men förlorade mot Modig.

## Handling
Röjar-Ralf (John C. Reilly) är skurken i TV-spelet "Fixar-Felix Jr.", vars hjälte (Jack McBrayer) lagar en byggnad som Ralf förstör, innan Felix och hans grannar gemensamt kastar Ralf från taket till huset. Spelet är ett 30 år gammalt Donkey Kong-liknande arkadspel, och Ralf har börjat tröttna på att bli dåligt behandlad av de andra rollfigurerna. När Felix och de andra rollfigurerna firar spelets 30-årsjubileum utan Ralf får han ett löfte om att han får delta i de goda rollfigurernas gemenskap när han slutar vara en skurk. Han lovar att återvända med en medalj och lämnar spelet via nätsladden. Efter att ha mött flera rollfigurer från andra spel, utan att hitta en möjlighet för honom att få en medalj, stöter han på en rollfigur från förstapersonsskjutar-spelet "Hjältens pris", där spelaren kan få en medalj. Ralf tar rollfigurens plats i en trupp ledd av den tuffa sergeanten Calhoun (Jane Lynch), i en kamp med laservapen mot cyberkryp.
Ralf lyckas få tag på en medalj genom att ta sig till cyberkrypens näste, men hans ovana vid spelet gör att han skjuts i väg med en flyktkapsel ut ifrån spelet, med ett envist cyberkryp på halsen. De hamnar i grannspelet "Sockerkick", ett racing-spel där bilarna är gjorda av kakor och godis. Ralfs medalj blir dock stulen av en flicka, Vanilja von Sockertopp (Sarah Silverman), som tror att medaljen är en guldpeng. Hon använder medaljen som inträdespris för att kunna delta i en biltävling, men Sockerkicks ledare, Kung Candy, förbjuder det och mottävlarna förstör Vaniljas bil. Ralf, som kan sympatisera med Vaniljas ensamhet och mål att bli en i gänget, hjälper henne att bygga en ny bil och att träna, så att hon ska kunna vinna tillbaka medaljen åt honom.
Kung Candy berättar då att han satt upp regeln för att skydda Vanilja, eftersom hon är en buggig rollfigur, vilket kan hota hela spelets fortlevnad. För att skydda henne, hindrar Ralf Vanilja från att tävla. Han återvänder till sitt eget spel med sin medalj som han fått av Kung Candy, men upptäcker att alla bybor flyttat från spelet, eftersom det utan både honom och Fixar-Felix skulle kasseras. Samtidigt får han se att Sockerkick-spelet har Vanilja-reklam på utsidan och återvänder, eftersom han förstår att Kung Candy lurat honom, men avbryts av Calhoun och Fixar-Felix som spårat ett cyberkryp som lagt hundratals ägg i Sockerkick-världen. Eftersom det inte finns något som kan stoppa cyberkrypen från att spridas till de andra spelen i spelhallen, blir Ralf tvungen att hjälpa Vanilja att ställa upp i hennes livs racerlopp.

## Album
Röjar-Ralfs filmmusik är komponerad av Henry Jackman. Albumet innehåller också originalsånger från Owl City, AKB48, Skrillex och Buckner & Garcia.